# Телиу (Брашов)
Телиу (рум. Teliu) насеље је у Румунији у округу Брашов у општини Телиу. Oпштина се налази на надморској висини од 543 m.

## Историја
Према државном шематизму православног клира Угарске 1846. године у месту Neny, seu Tely живело је 154 породице, са придодатим филијалним - 60 из Бодоле и 59 из Маркоса. Православни парох је био тада поп Георгије Догар, којем су помагали капелани, поп Јован Јовановић и поп Димитрије Догар.

## Становништво
Према подацима из 2002. године у насељу је живело 3710 становника.

### Попис2002.
| Расподела становништва по националности 2002.‍ | Расподела становништва по националности 2002.‍ | Расподела становништва по националности 2002.‍ | Расподела становништва по националности 2002.‍ | Расподела становништва по националности 2002.‍ |
| --------------------------------------------- | --------------------------------------------- | --------------------------------------------- | --------------------------------------------- | --------------------------------------------- |
|                                               |                                               |                                               |                                               |                                               |
| Румуни                                        | Румуни                                        |                                               | 2.679                                         | 72,2%                                         |
| Мађари                                        | Мађари                                        |                                               | 947                                           | 25,5%                                         |
| Роми                                          | Роми                                          |                                               | 75                                            | 2,0%                                          |
| Немци                                         | Немци                                         |                                               | 4                                             | 0,1%                                          |
| Јевреји                                       | Јевреји                                       |                                               | 3                                             | 0,1%                                          |

### Хронологија
| Година       | 1992 | 1993 | 1994 | 1995 | 1996 | 1997 | 1998 | 1999 | 2000 | 2001 | 2002 | 2003 | 2004 | 2005 | 2006 | 2007 | 2008 | 2009 | 2010 | 2011 | 2012 | 2013 | 2014 | 2015 | 2016 | 2017 |
| ------------ | ---- | ---- | ---- | ---- | ---- | ---- | ---- | ---- | ---- | ---- | ---- | ---- | ---- | ---- | ---- | ---- | ---- | ---- | ---- | ---- | ---- | ---- | ---- | ---- | ---- | ---- |
| Становништво | 3558 | 3552 | 3564 | 3533 | 3515 | 3504 | 3524 | 3548 | 3568 | 3601 | 3690 | 3745 | 3816 | 3834 | 3879 | 3910 | 4026 | 4073 | 4128 | 4215 | 4305 | 4338 | 4381 | 4445 | 4478 | 4499 |